# Seznam členů československého Federálního shromáždění od roku 1969
Toto je seznam členů Federálního shromáždění od roku 1969, kteří v tomto novém nejvyšším zákonodárném sboru ČSSR zasedali od jeho ustavení v rámci federalizace Československa počátkem roku 1969 až do voleb v roce 1971.

## Abecední seznam poslanců Sněmovny lidu
Včetně poslanců, kteří nabyli mandát až dodatečně při kooptacích, doplňovacích volbách (po rezignaci či úmrtí předchozího poslance). V závorce uvedena stranická příslušnost.

### A–H
- Ervín Adamec (ČSS)
- Vladimír Andrlík (bezpartijní)
- Vojtech Antal (KSS)
- Pavol Baran (KSS)
- JUDr. Emanuel Barša (KSČ)
- PhDr, Ing. Jozef Belas (KSS)
- Ladislava Kleňhová-Besserová (KSČ)
- Štefan Bielik (KSS)
- Ing. Antonín Bichler (KSČ)
- RSDr. Vasil Biľak (KSS)
- Jarmila Bilková (KSČ)
- Ing. František Bodnár (KSS)
- Josef Borůvka (KSČ)
- Miloš Brunner (ČSS)
- František Bubník (KSČ)
- Josef Bureš (bezpartijní)
- Ing. Jiří Burian (KSS)
- Alois Coufal (ČSL)
- RSDr. Rudolf Cvik (KSS)
- Michal Cyprich (KSS)
- Mikuláš Čanda (KSS)
- Josef Čáp (KSČ)
- Ing. Oldřich Černík (KSČ)
- Josef Černý (ČSS)
- Josef Černý (KSČ)
- Ing. Václav Červený (ČSL)
- Jan Červinka (KSČ)
- Vincenc Červinka (KSČ)
- Marta Čubová (bezpartijní)
- Václav David (KSČ)
- prof. Václav Dobiáš (KSČ)
- Lubomír Dohnal (ČSS)
- Zdena Dohnalová (KSČ)
- JUDr. Jaromír Dolanský (KSČ)
- Karel Doupovec (KSČ)
- RSDr. Alexander Dubček (KSS)
- Ing. František Dvorský (KSS)
- Ladislav Egri (KSS)
- Aloisie Faktorová (KSČ)
- Jozef Fekete (KSS)
- Antonín Fiala (ČSS)
- Zdeněk Fierlinger (KSČ)
- Marie Filipcová (bezpartijní)
- Lívia Fiľová (KSS)
- Marie Fišarová (ČSS)
- Jiří Fleyberk (ČSS)
- Ing. Jiří Flieger (KSČ)
- PhDr. Jan Fojtík, CSc.(KSČ)
- Božena Fuková (KSS)
- Ing. Jozef Gabriška (KSS)
- Ing. Viliam Galaba (KSS)
- František Garaj (KSS)
- Josef Gemrot (ČSL)
- Rudolf Géryk (KSČ)
- Ing. Zdeněk Gudrich (KSČ)
- Viliam Hájíček (KSS)
- RSDr. Jozef Hajmacher (KSS)
- Ján Halász (KSS)
- František Hamouz (KSČ)
- Štefan Hančikovský (KSS)
- Ľudovít Hanúsek (Strana slobody)
- Ján Hanzlík (KSS)
- Valéria Harasztiová (KSS)
- Ján Haško (SSO)
- Jaroslav Havlíček (KSČ)
- Josef Hečko (KSČ)
- Marie Hejlová (KSČ)
- Jiří Hendrych (KSČ)
- Ing. arch. Milan Hladký, CSc. (KSS)
- Jan Hlína (KSČ)
- Leopold Hofman (KSČ)
- Emil Holáň (ČSL)
- Marie Holatová (bezpartijní)[1]
- Oleg Homola (KSČ)
- Vladimír Houser (KSČ)
- JUDr. Václav Hrabal (ČSS)
- Pavel Hron (KSČ)
- Josef Hronovský (ČSL)

### CH–R
- Michal Chotár (KSS)
- Michal Chudík (KSS)
- Maxmilián Icha (KSČ)
- Josef Illa (ČSL)
- Alois Indra (KSČ)
- Václav Ircing (KSČ)
- Josef Jägerman (KSČ)
- Štefánia Jakubcová (bezpartijní)
- Věroslav Jedlička (ČSS)
- Josef Jenka (KSČ)
- Václav Jiránek (ČSL)
- Marie Jirásková (KSČ)
- Ing. Štefan Junás (KSS)
- František Kakos (ČSS)
- Jaroslav Kalkus (KSČ)
- Ing. doc. Antonín Kapek (KSČ)
- Jaroslav Karhan (KSČ)
- Anna Karlovská (KSČ)
- pplk. Josef Katolický (KSČ)
- Zdena Kenclová (bezpartijní)
- Stanislav Kettner (ČSS)
- Karel Klas (ČSS)
- akad. Viktor Knapp (KSČ)
- Anna Kobosilová (KSČ)
- PhDr. Samuel Kodaj (KSS)
- Růžena Kolářová (KSČ)
- Drahomír Kolder (KSČ)
- Mária Komlóšiová (bezpartijní)
- František Koníček (ČSL)
- Ludmila Kopecká (KSČ)
- Zdeněk Kopecký (KSČ)
- Josef Korčák (KSČ)
- RSDr. Ján Koscelanský (KSS)
- Ing. Eduard Kosmel (KSČ)
- Olga Kotlebová (bezpartijní)
- František Kotrba (bezpartijní)
- Jan Kouba (ČSL)
- Vladimír Koucký (KSČ)
- Helena Kovářová (KSČ)
- Antonín Kozák (bezpartijní)
- Bedřich Kozelka (KSČ)
- Jaroslav Kožešník (KSČ)
- František Krajčír (KSČ)
- Marie Kratochvílová (KSČ)
- Antonín Krček (KSČ)
- Josef Krejčí (KSČ)
- Vítězslav Krejčí (KSČ)
- František Kriegel (KSČ)
- Estera Krúpalová (KSS)
- Vratislav Krutina (KSČ)
- František Kuba (KSČ)
- Libuše Kubešová (KSČ)
- JUDr. Bohuslav Kučera (ČSS)
- Václav Kučera (KSČ)
- Ludmila Kulíčková (KSČ)
- Richard Kundrata (KSČ)
- Štefan Kuropka (KSS)
- Augustin Kvasnica (KSS)
- JUDr. Jozef Kyselý (SSO)
- MVDr. Jiří Lacina (bezpartijní)
- Andrej Lakata (KSS)
- Magdaléna Lapárová (KSS)
- Bohuslav Laštovička (KSČ)
- Jan Latner (KSČ)
- JUDr. Helena Leflerová (KSČ)
- RSDr. Jozef Lenárt (KSS)
- Valéria Lieskovská (bezpartijní)
- Josef Linhart (KSČ)
- Elena Litvajová (KSS)
- Bohumír Lomský (KSČ)
- Július Lörincz (KSS)
- dr.h.c. Jozef Lukačovič (SSO)
- Anna Luptáková (bezpartijní)
- Josef Macek (KSČ)
- Božena Machačová-Dostálová (KSČ)
- Ing. Vendelín Macho,  DrSc. (KSS)
- Pavol Majling (KSS)
- Ing. Oľga Malecká (KSS)
- akad. MUDr. Ivan Málek,  DrSc. (KSČ)
- doc. Eduard Manďák (KSČ)
- Václav Mandovec (KSČ)
- Božena Marečková (KSČ)
- JUDr. RSDr. Vladimír Mařík (politik) (KSČ)
- František Matoušek (KSČ)
- Ján Mazúr (KSS)
- Marie Meluzínová (KSČ)
- Karel Mestek (KSČ)
- Marie Miková (KSČ)
- Anna Míková (ČSL)
- Martin Mikuláš (KSS)
- Stanislav Mikulášek (KSČ)
- Vladimír Mináč (KSS)
- Jaroslav Miska (KSČ)
- Jaroslava Míšková (KSČ)
- Jozef Mjartan (SSO)
- Ján Mockovčiak (KSS)
- Paulína Molnárová (bezpartijní)
- Erich Monczka (KSČ)
- Cyril Morávek (KSS)
- Jan Muroň (KSČ)
- Jan Mušal (KSČ)
- JUDr. Jan Němec (KSČ)
- Josef Němec (KSČ)
- Miroslav Němec (bezpartijní)
- Pavol Németh (KSS)
- Josef Nepomucký (KSČ)
- Alois Neuman (ČSS)
- Josef Novák (KSČ)
- Vilém Nový (KSČ)
- Václav Pacner (ČSL)
- Heribert Panster (KSČ)
- Miroslav Pastyřík (KSČ)
- Anna Paťková (bezpartijní)
- Ján Pavlík (KSS)
- Alexander Paulovič (KSS)
- Vlastimil Pecka (bezpartijní)
- František Pecha (KSČ)
- Jiří Pelikán (KSČ)
- František Penc (KSČ)
- MUDr. doc. Soňa Pennigerová (KSČ)
- Ing. Anton Perkovič (KSS)
- Anna Pernická (KSČ)
- Jindřich Pešák (KSČ)
- Václav Petrásek (KSČ)
- MUDr. Antónia Petrusová (bezpartijní)
- Jan Piller (KSČ)
- Konstantin Pištělka (bezpartijní)
- Josef Plojhar (ČSL)
- Ing. Alena Pokorná (KSČ)
- Valerie Polachová (KSČ)
- Alois Poledňák (KSČ)
- Antonín Pospíšil (ČSL)
- Jaroslav Pražák (ČSS)
- gen. Václav Prchlík (KSČ)
- Oľga Priehodová (bezpartijní)
- Čeněk Procházka (KSČ)
- Božena Procházková (KSČ)
- Libuše Procházková (bezpartijní)
- Ing. Josef Proškovec,  CSc. (KSČ)
- Jaroslav Pružinec (KSČ)
- Pavol Rapoš (KSS)
- Rudolf Rejhon (ČSL)
- Alexander Renczes (KSS)
- Václav Rejnart (KSČ)
- Josef Rudolf (KSČ)
- Miroslav Růžička (ČSS)

### S–Z
- doc. Michal Sabolčík,  CSc. (KSS)
- PhDr. Hana Sachsová (KSČ)
- Svatopluk Sedláček (KSČ)
- dr. Gertruda Sekaninová-Čakrtová (KSČ)
- Ivan Skála (KSČ)
- Karel Skramuský (bezpartijní)
- Ing. Erich Sloboda (KSS)
- Josef Smrkovský (KSČ)
- Mária Solčányová (KSS)
- Václav Sopr (KSČ)
- Tomáš Spáčil (KSČ)
- Ludmila Spěváková (ČSL)
- Jan Svoboda (KSČ)
- Ludvík Svoboda (KSČ)
- Ing. Miroslav Svoboda (ČSL)
- Jozef Šarina (KSS)
- Jozef Šedík (KSS)
- František Šik (KSČ)
- Ing. Otakar Šimůnek (KSČ)
- Lubomír Šindelář (bezpartijní)
- Josef Škoda (ČSL)
- JUDr. Václav Škoda (KSČ)
- Jozef Škula (Strana slobody)
- Ján Škultéty (KSS)
- Ludmila Šmehlíková (KSČ)
- Blažena Šmejkalová (KSČ)
- Ladislav Šorec (SSO)
- prof. Ing. František Šorm,  DrSc. akad.  (KSČ)
- Dušan Špálovský (ČSS)
- Václav Štáfek (KSČ)
- František Štefánik (Strana slobody)
- Ing. Jozef Štenchlák (KSS)
- JUDr. Lubomír Štrougal (KSČ)
- Jan Šubrt (ČSS)
- Martin Šulek (KSS)
- Ing. Anton Švec (KSS)
- Jozef Švirec (KSS)
- Ing. Samuel Takáč (KSS)
- RSDr. František Tesař (KSČ)
- František Toman (ČSL)
- Ferdinand Tomášik (Strana slobody)
- Mária Tóthová (bezpartijní)
- prof.MUDr. Tomáš Trávníček CSc. (KSČ)
- Jaroslav Trojan (KSČ)
- Jaroslav Tříska (bezpartijní)
- prom. ped. Jiřina Turečková (KSČ)
- Ing. Jozef Turošík (KSČ)
- Jindřich Uher (KSČ)
- RSDr. Martin Vaculík (KSČ)
- Ing. Štefan Vajda (KSS)
- Jozef Vallo (KSS)
- Vladimír Varmuža (KSČ)
- Oldřich Vaverka (KSČ)
- Vladimír Vedra (KSČ)
- Gejza Végh (KSS)
- nár. um. Vítězslav Vejražka (KSČ)
- František Vodsloň (KSČ)
- Oldřich Voleník (KSČ)
- Věroslav Vondrouš (ČSS)
- Josef Voráč (KSČ)
- Jaroslav Votruba (KSČ)
- prof.Ing. Miroslav Vyskot,  DrSc. (KSČ)
- Marie Závacká (KSČ)
- Miroslav Zavadil (KSČ)
- Josef Závěta (ČSL)
- Zdeňka Závodská (KSČ)
- Josef Zedník (ČSL)
- Richard Zeithaml (KSČ)
- Vojtěch Zemánek (bezpartijní)
- Štefánia Zemanová (KSS)
- Josef Zima (bezpartijní)
- Rudolf Zíma (KSČ)
- Jozef Zselenák (KSS)
- František Zupka (KSS)
- Josef Zvára (KSČ)
- Andrej Žiak (SSO)
- Pavol Žilinský (KSS)

## Abecední seznam poslanců Sněmovny národů
Včetně poslanců, kteří nabyli mandát až dodatečně při kooptacích, doplňovacích volbách (po rezignaci či úmrtí předchozího poslance). V závorce uvedena stranická příslušnost.

### A–H
- JUDr. Čestmír Adam (ČSS)
- Zoltán Bánský (KSS)
- Ing. Miloslav Benc (KSČ)
- Matej Berník (KSS)
- Ing. Ernest Bielik (KSS)
- MUDr. prof. František Bláha (KSČ)
- prof.MVDr. Koloman Boďa,  DrSc. (KSS)
- Ing. Stanislav Brada (ČSL)
- prom.práv. Kamil Brodziansky (Strana slobody)
- Oldřich Burger (ČSS)
- PhDr. Čestmír Císař (KSČ)
- prof. JUDr Peter Colotka,  CSc. (KSS)
- Ing. Karol Cserge (KSS)
- Ing Václav Černovský (KSČ)
- Emanuel Černý (bezpartijní)
- Ing. Jaroslav Černý (KSČ)
- Ludvík Černý (KSČ)
- František Červenka (KSČ)
- prof. Ing. Antonín Červinka,  CSc. (KSČ)
- Vojtech Daubner (KSS)
- Tibor Demmer (KSS)
- Eduard Diviš (KSČ)
- Ladislav Dobos (KSS)
- Baltazár Dubeň (KSS)
- Peter Dupej (KSS)
- Irena Ďurišová (KSS)
- Ing. Herbert Ďurkovič (KSS)
- JUDr. Eva Dutková (ČSL)
- Evžen Erban (KSČ)
- Štefan Fábry (KSS)
- Ing. Andrej Faglic (KSS)
- PhDr. Samuel Falťan,  CSc. (KSS)
- RSDr. Štefan Ferencei (KSS)
- Doc.Ing. Ján Ferianc,  DrSc. (KSS)
- Miluše Fischerová (KSČ)
- Ing. Josef Fořt (KSČ)
- Eduard Frank (KSČ)
- Vítězslav Frank (KSČ)
- Daniel Futej (KSS)
- Ing. František Gacík (KSS)
- Rudolf Gärtner (KSČ)
- JUDr. Július Gašparík (SSO)
- Zdeněk Gavenda (KSČ)
- Karel Gavlík (KSČ)
- František Gebauer (bezpartijní)
- JUDr. Jiří Grospič,  CSc. (KSČ)
- Jaroslav Hájek (KSČ)
- prof.JUDr. Dalibor Hanes (KSS)
- Ing. Július Hanus (KSS)
- Ing. Róbert Harenčár (KSS)
- Božena Hašplová (KSČ)
- prof.JUDr. Vojtech Hatala (KSS)
- MUDr. Jaroslav Henzl (ČSS)
- Antonín Himl (KSČ)
- Anna Hirková (KSS)
- Josef Hlavička (KSČ)
- Jan Hluší (KSČ)
- JUDr. Tomáš Holomek (KSČ)
- dr.h.c. Alexander Horák (bezpartijní)
- Ing. Jaromír Horák (KSČ)
- Martin Hraško (SSO)
- Jiří Hrdlička (ČSS)
- Michal Hrib (bezpartijní)
- Ing. Miloslav Hruškovič (KSS)
- Miloš Hrušovský (KSS)[2]
- PhDr.,doc. Milan Hübl,  CSc. (KSČ)
- Miroslav Hudeček (ČSL)[3]
- Ján Humeník (KSS)
- JUDr. Gustáv Husák,  CSc. (KSS)

### CH–R
- Ing. arch. Zdeněk Chlup (KSČ)
- doc. Michal Chorváth (KSS)
- JUDr.prof. Václav Chytil (ČSL)
- Štefan Infner (KSS)
- RSDr. Ján Janík (KSS)
- Emília Janíková (KSS)
- Marie Jarošová (KSČ)
- prof.JUDr. Zdeněk Jičínský,  DrSc. (KSČ)
- Ing. Pavol Jonáš (KSS)
- Ing. Jiří Kabelka (ČSL)
- MUDr.Ing. Karel Kácl,  DrSc.prof. (ČSS)
- Jana Kaňková (KSČ)
- Vasil Kapišovský (KSS)
- Eliška Kaplanová (KSČ)
- Ing. Jozef Karcol (KSS)
- RSDr. Jolana Kašičková (KSS)
- PhDr. Vladimír Kašpar (KSČ)
- Ing. prof. Josef Kempný,  CSc. (KSČ)
- JUDr. pluk Zbyněk Kiesewetter (KSČ)
- Břetislav Klein (KSČ)
- Ondrej Klokoč (KSS)
- Heda Kolaříková (KSČ)
- Ing. Ladislav Kompiš (KSS)
- Josef Kopecký (KSČ)
- Ing. Albert Košťál (KSS)
- Emílie Kotková (bezpartijní)
- Jindřich Kouba (KSČ)
- Oldřich Křenek (KSČ)
- Jaroslav Kučera (ČSS)
- Mária Kudryová (KSS)
- JUDr. prof Karol Laco,  DrSc. (KSS)
- František Lakomý (ČSS)
- prof.PhDr. Jaromír Lang (KSČ)
- prof.Ing. Karel Löbl,  DrSc. (ČSS)
- Jarmila Losseová (KSČ)
- doc. PaedDr. Matej Lúčan (KSS)
- JUDr. Josef Macura (bezpartijní)
- PhDr. Jaromír Machač (KSČ)
- Augustín Machata (KSS)
- Jozef Malina (SSO)
- Jiří Malý (KSČ)
- Ing. Ján Marko (KSS)
- Ján Marták (KSS)
- Ing. Ladislav Martinák (KSS)
- JUDr. Miloš Matějka (ČSS)
- RNDr. Anna Matějková (ČSS)
- PhDr. Alexander Matuška,  DrSc. (bezpartijní)
- JUDr. Mirko Matyáš (bezpartijní)
- Vojtech Mihálik (KSS)
- Jan Mikeska (KSČ)
- Ing. Michal Mindoš (KSS)
- Ing. František Mišeje (KSS)
- Václav Motlík (KSČ)
- Marie Návorková (KSČ)
- Karel Neubert (politik) (KSČ)
- Jan Neumann (ČSS)
- Karel Novák (KSČ)
- Václav Novotný (KSČ)
- Zdeněk Onderek (KSČ)
- Rudolf Pacovský (KSČ)
- Ing. Václav Pánek (KSČ)
- Anna Partišová (KSČ)
- Elena Pastorková (bezpartijní)
- Jan Pauly (ČSL)
- prof.Ing. Viktor Pavlenda,  DrSc. (KSS)
- Vratislav Pavlík (KSČ)
- Olga Pelikánová (KSČ)
- Jan Pelnář (KSČ)
- Egyd Pepich (KSS)
- Jan Pešek (KSČ)
- Rostislav Petera (ČSL)
- RSDr Imrich Piatnica (KSS)
- JUDr. Margita Piscová,  CSc. (KSS)
- Ing. Emil Píš (KSS)
- Walter Piverka (bezpartijní)
- Karel Poláček (KSČ)
- Margita Potočková (KSS)
- Anton Prečuch (KSS)
- Vratislav Příhoda (KSČ)
- Ing. Milan Ptáček (KSČ)
- Ing. Vladimír Ptáček (KSČ)
- PaedDr. Oliver Rácz (KSS)
- Ing. Stanislav Rázl (KSČ)
- Ľudovít Retkes (KSS)
- Ing.,prof Jozef Rosa,  DrSc. (KSS)
- Ing, prof. Kurt Rozsypal (KSČ)
- doc.Ing. Antonín Rusek,  CSc. (KSČ)
- Zdeněk Rychtrmoc (KSČ)

### S–Z
- Ing. Štefan Sádovský (KSS)
- Emília Sedláková (KSS)
- Anna Skácelová (KSČ)
- Ing. Jaroslav Skopal (ČSS)
- Ing. Rudolf Smutný (bezpartijní)
- JUDr. Olga Sobotníková (KSČ)
- Ing. Jiří Souček (KSČ)
- JUDr. Jaroslav Srb (ČSL)
- Ján Strcula (KSS)
- Miroslav Suchopárek (bezpartijní)
- prom.práv. Ondrej Súlety (Strana slobody)
- JUDr. Rezső Szabó (KSS)
- Mária Szabóová (bezpartijní)
- Július Szaniszló (bezpartijní)
- PhDr. Viliam Šalgovič,  CSc. (KSS)
- RSDr. Karol Šavel (KSS)
- František Šebera (ČSL)
- Anna Ševčíková (bezpartijní)
- Jarmila Šikolová (KSČ)
- Františka Šimegová (bezpartijní)
- Ing. Vladimír Šimek (ČSL)
- Ing. Josef Šimon (KSČ)
- Vlasta Škodová (bezpartijní, pak KSČ)
- Josef Špaček (KSČ)
- Ján Štencl (KSS)
- Emília Štifterová (bezpartijní)
- JUDr. Svetozár Štúr (KSS)
- Anton Ťažký (KSS)
- Andrej Tlustý (ČSS)
- doc.Ing. Josef Toman,  CSc. (KSČ)
- Eduard Tománek (KSČ)
- Vojtech Török (SSO)
- PhDr. Adolf Turek (ČSL)
- Bohuslav Ungrád (KSČ)
- RSDr. Miloslav Vacík (KSČ)
- doc. PhDr. Antonín Václavík,  CSc. (KSČ)
- Vilma Vaculová (bezpartijní)
- Ľudovít Varga (bezpartijní)
- JUDr. Felix Vašečka,  CSc. (KSS)
- Veronika Veľká (bezpartijní)
- Ing. Petronela Višňovcová (KSS)
- Ľuba Vlasáková (KSS)
- Helena Vobořilová (bezpartijní)
- JUDr. Zbyněk Vokrouhlický,  CSc. (KSČ)
- prof.JUDr. Vladimír Vybral (ČSL)
- akad. Otto Wichterle (bezpartijní)
- Vilma Zacharová (KSS)
- Alois Zálešák (KSČ)
- doc., Ing. Jozef Zrak,  CSc. (KSS)
- JUDr.RSDr. Zdeněk Zuska (KSČ)
- doc. MUDr. Vladimír Zvara,  DrSc. (KSS)
- JUDr. Michal Žákovič (Strana slobody)